# Jardin zoologique I
Jardin zoologique I (en allemand : Zoologischer Garten I) est un tableau de l'artiste allemand August Macke, peint en 1912. Il est de style expressionniste et est l’une des œuvres les plus connues du peintre. L'artiste lui-même a classé cette œuvre au-dessus de ses autres tableaux (« Petit Jardin zoologique en marron et jaune » et le triptyque « Grand Jardin zoologique ») sur un thème similaire. La toile est conservée depuis 1965 dans la galerie Lenbachhaus à Munich.

## Histoire
Le thème de la visite du parc zoologique, ainsi que celui de la promenade dans la ville, apparaissent dans les carnets de croquis de l’artiste dès 1907. Cela a finalement pris forme lors du voyage de Macke et de sa femme aux Pays-Bas, où ils ont notamment visité le zoo d’Amsterdam. Dans l'album que Macke a emmené en voyage, il y a des croquis animaliers avec des notes de fleurs, réalisés par lui à Amsterdam, et le motif d'un perroquet assis sur un perchoir est apparu ici[réf. incomplète]. L'idée a reçu sa forme définitive au zoo de Cologne. Selon les mémoires d'Elisabeth Macke, August travaillait dans le restaurant de Bertha Worringer, situé sur le site du zoo de Cologne, et était très ami avec la famille Worringer. Les fournitures de peinture de Macke étaient conservées dans le restaurant et il y peignait chaque fois que l'ambiance le frappait[réf. incomplète].

## Description
C'est cette toile que Macke a exposé en 1913 lors de la première exposition à Berlin du mouvement artistique « Le Cavalier bleu » ; puis elle fait partie de la collection de l’industriel et collectionneur d’art berlinois Bernhard Koehler (1849-1927), oncle de la femme de Macke.
La toile représente des perroquets, des cerfs et des spectateurs dans le zoo. Les formes colorées du fond paysager, touchées ici et là de traits colorés, rappellent les abstractions de Kandinsky.
Contrairement à la plupart des expressionnistes, l’environnement urbain de Macke ne représente aucune menace pour ses habitants, mais apparaît au contraire comme un « paradis » où les hommes, les plantes et les animaux vivent en parfaite harmonie. C'est exactement ainsi que l'artiste représente la ville dans le tableau Jardin zoologique I, où la forme équilibrée correspond pleinement à la tranquillité de la scène représentée.

## Liens
- Ressources relatives aux beaux-arts :   - Bildindex
  - bpk-Bildagentur